# Propamocarb
Propamocarb ist eine chemische Verbindung aus der Gruppe der Carbamate und ein von Schering (jetzt Bayer CropScience) 1975 eingeführtes systemisches Fungizid. Es wird überwiegend als Hydrochlorid verwendet.

## Gewinnung und Darstellung
Propamocarb kann durch Reaktion von 3-(Dimethylamino)-1-propylamin mit Chlorameisensäurepropylester gewonnen werden.

## Verwendung

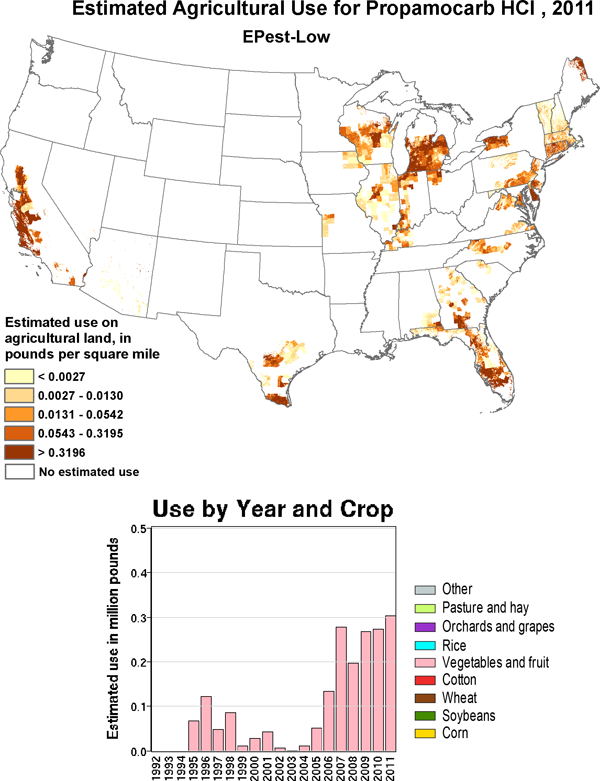
Geschätzte Ausbringungsmenge in den USA 2011

Propamocarb wird als Fungizid zur Bekämpfung von Pilzerkrankungen, vor allem Phycomyceten wie Falscher Mehltau, Pythium und Phytophthora, im Erdbeer-, Tabak- und Gemüseanbau sowie in Zierpflanzen und Ziergehölzen verwendet.

## Zulassung
Propamocarb ist in Deutschland, Österreich und der Schweiz als Wirkstoff zugelassen.